# Região de Mármara

Região de Mármara.

A Região de Mármara (em turco:  Marmara Bölgesi) é uma das regiões da Turquia. Tem uma área de 67 000 km², o que faz dela a menor mas a mais densamente povoada das sete regiões geográficas da Turquia. Representa aproximadamente 8,6% do território nacional turco e cerca de 30% da sua população.
Esta região passou a existir oficialmente após o Congresso de Geografia de 1941 realizado em Ancara.

## Províncias

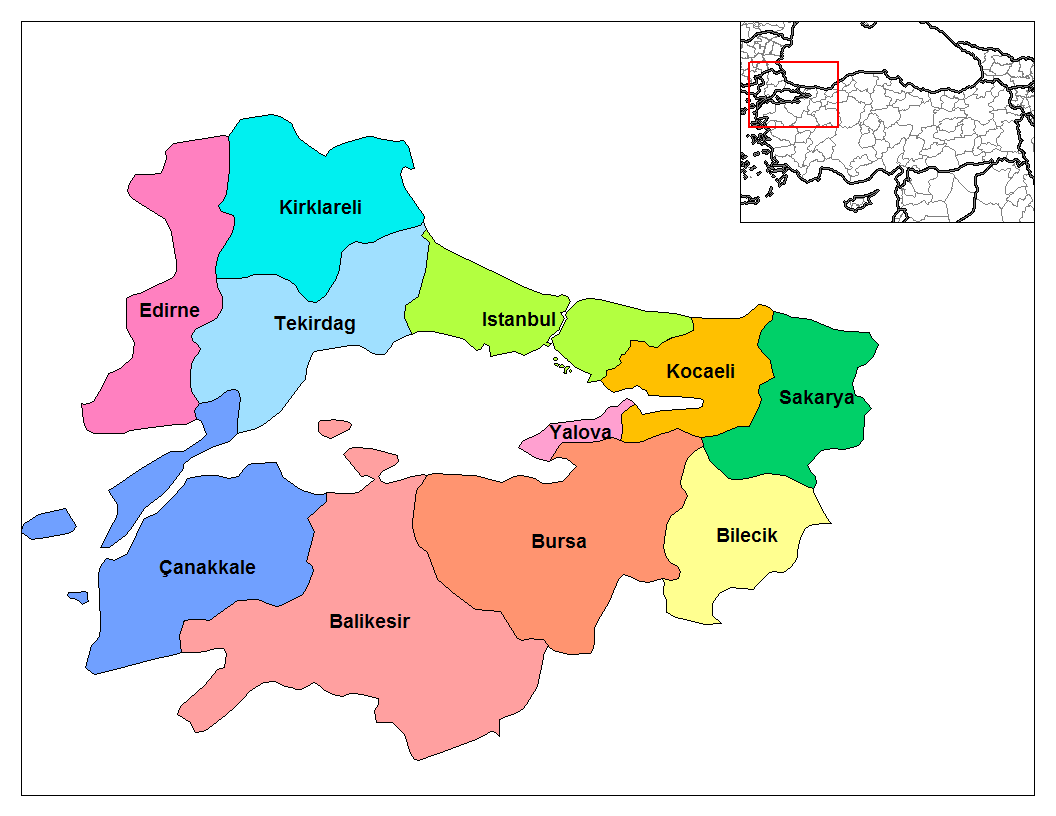
Região de Mármara.

- Balıkesir
- Bilecik
- Bursa
- Çanakkale
- Edirne
- Istambul
- Kırklareli
- Cocaeli
- Sakarya
- Tekirdağ
- Yalova